# N400
 (août 2022).
La mise en forme du texte ne suit pas les recommandations de Wikipédia : il faut le « wikifier ».
Les points d'amélioration suivants sont les cas les plus fréquents. Le détail des points à revoir est peut-être précisé sur la page de discussion.
- Les titres sont pré-formatés par le logiciel. Ils ne sont ni en capitales, ni en gras.
- Le texte ne doit pas être écrit en capitales (les noms de famille non plus), ni en gras, ni en italique, ni en « petit »…
- Le gras n'est utilisé que pour surligner le titre de l'article dans l'introduction, une seule fois.
- L'italique est rarement utilisé : mots en langue étrangère, titres d'œuvres, noms de bateaux, etc.
- Les citations ne sont pas en italique mais en corps de texte normal. Elles sont entourées par des guillemets français : « et ».
- Les listes à puces sont à éviter, des paragraphes rédigés étant largement préférés. Les tableaux sont à réserver à la présentation de données structurées (résultats, etc.).
- Les appels de note de bas de page (petits chiffres en exposant, introduits par l'outil «  Source ») sont à placer entre la fin de phrase et le point final[comme ça].
- Les liens internes (vers d'autres articles de Wikipédia) sont à choisir avec parcimonie. Créez des liens vers des articles approfondissant le sujet. Les termes génériques sans rapport avec le sujet sont à éviter, ainsi que les répétitions de liens vers un même terme.
- Les liens externes sont à placer uniquement dans une section « Liens externes », à la fin de l'article. Ces liens sont à choisir avec parcimonie suivant les règles définies. Si un lien sert de source à l'article, son insertion dans le texte est à faire par les notes de bas de page.
- La présentation des références doit suivre les conventions bibliographiques. Il est recommandé d'utiliser les modèles {{Ouvrage}}, {{Chapitre}}, {{Article}}, {{Lien web}} et/ou {{Bibliographie}}. Le mode d'édition visuel peut mettre en forme automatiquement les références.
- Insérer une infobox (cadre d'informations à droite) n'est pas obligatoire pour parachever la mise en page.

Pour une aide détaillée, merci de consulter Aide:Wikification.
Si vous pensez que ces points ont été résolus, vous pouvez retirer ce bandeau et améliorer la mise en forme d'un autre article.
La N400 est une composante de signaux EEG appelés potentiels liés aux événements (ERP). Il s'agit d'une déviation négative qui culmine environ 400 millisecondes après la présentation du stimulus, bien qu'elle puisse s'étendre de 250 à 500 ms, et est généralement maximale sur les électrodes centro-pariétaux. La N400 fait partie de la réponse normale du cerveau aux mots et autres stimuli significatifs (ou potentiellement significatifs), y compris les mots visuels et auditifs, les signes en langue des signes, les images, les visages, les sons environnementaux et les odeurs,,.

## Historique
La N400 a été découvert pour la première fois par Marta Kutas et Steven Hillyard en 1980. Ils ont mené leur première expérience en examinant la réponse à des mots inattendus dans des phrases lues, s'attendant à obtenir un composant P300. Il avait d'ailleurs déjà été démontré, que la P300 était déclenché par des stimuli inattendus. Kutas et Hillyard ont donc utilisé des phrases avec des tournures anormales en fin de phrase (par exemple : "Je prends du café avec de la crème et du chien" ), en s'attendant à obtenir une P300 aux mots inattendus en fin de phrase. Cependant, au lieu d'obtenir une grande positivité, ces terminaisons anormales ont suscité une grande négativité, par rapport aux phrases avec des tournures attendues (par exemple : "Il a rendu le livre à la bibliothèque"). Dans le même article, ils ont confirmé que la négativité n'était pas seulement causée par un événement inattendu à la fin d'une phrase, puisqu'un mot sémantiquement attendu mais physiquement inattendu (par exemple : "Elle a mis ses chaussures à talons hauts") a suscité un P300 au lieu de la négativité dans la fenêtre N400. Cette découverte a montré que la N400 est lié au traitement sémantique et n'est pas seulement une réponse à des mots inattendus.

## Caractéristiques de la composante
La N400 se caractérise par un schéma d'activité électrique, distincte des autres types de composantes qui peuvent être observés au niveau du cuir chevelu. Comme son nom l'indique, cette forme d'onde culmine autour de 400 ms après le début du stimulus, avec une négativité pouvant être observée dans une fenêtre temporelle allant de 250 à 500 ms. Cette latence (délai entre le stimulus et la réponse) est très stable d'une tâche à l'autre - rien d'autre que l'âge n'affecte le moment de son pic. La N400 est une composante négative, par rapport aux électrodes de référence placées sur les processus mastoïdes (la crête osseuse derrière l'oreille), et par rapport à une ligne de base pré-stimulus de 100 ms. Son amplitude peut aller de -5 à 5 microvolts. Cependant, il est important de noter que dans les études utilisant la N400 comme mesure dépendante, l'amplitude relative de la forme d'onde par rapport à une autre condition expérimentale ("l'effet N400") est plus importante que son amplitude absolue. La N400 elle-même n'est pas toujours négative - c'est juste une déviation plus négative que celle observée dans d'autres conditions. Sa distribution est maximale sur les électrodes centro-pariétaux et est légèrement plus grande sur le côté gauche de la tête pour les mots visuels, bien que la distribution puisse changer légèrement en fonction du stimulus déclenchant.

## Principaux paradigmes
Une expérience typique conçue pour étudier la N400 impliquera généralement la présentation visuelle de mots, soit dans des contextes de phrase ou de liste. Dans une expérience visuelle N400 typique, par exemple, les sujets seront assis devant un écran d'ordinateur tandis que les mots sont présentés un par un à un emplacement central de l'écran. Les stimuli doivent être présentés de manière centrale pour limiter le mouvement des yeux (car les mouvements oculaires génèrent de grandes quantités de bruit électrique qui masquent le composant N400 relativement petit). Les sujets se verront souvent confier une tâche comportementale (par exemple, prendre une décision mot / non-mot, répondre à une question de compréhension, répondre à une sonde de mémoire), soit après chaque stimulus, soit à des intervalles plus longs, pour s'assurer que les sujets sont attentifs. Cependant les réponses manifestes du sujet ne sont pas nécessaires pour déclencher la N400 - la visualisation passive des stimuli évoquera toujours cette réponse.
Un exemple de tâche expérimentale utilisée pour étudier la N400 est un paradigme d'amorçage. Les sujets reçoivent une liste de mots dans laquelle un mot principal est soit associé de manière associative à un mot cible (par exemple, abeille et miel), sémantiquement (par exemple, sucre et miel) ou une répétition directe (par exemple, miel et miel). L'amplitude de la N400 issu du mot cible (miel) sera réduite lors de la répétition en raison de l'amorçage sémantique. La quantité de réduction d'amplitude peut être utilisée pour mesurer le degré de parenté entre les mots.
Une autre tâche expérimentale largement utilisée pour étudier la N400 est la lecture de phrases. Dans ce type d'étude, les phrases sont présentées aux sujets de manière centralisée, un mot à la fois, jusqu'à ce que la phrase soit terminée. Alternativement, les sujets pourraient écouter une phrase comme un discours auditif naturel. Encore une fois, les sujets peuvent être invités à répondre périodiquement à des questions de compréhension tout au long de l'expérience, bien que cela ne soit pas nécessaire. Les expérimentateurs peuvent choisir de manipuler diverses caractéristiques linguistiques des phrases, y compris la contrainte contextuelle ou la "probabilité de cloze" du dernier mot de la phrase (voir ci-dessous pour une définition de la probabilité de cloze) pour observer comment ces changements affectent l'amplitude de la forme d'onde.
Comme mentionné précédemment, la réponse N400 est observée à tous les stimuli significatifs ou potentiellement significatifs. En tant que tel, un large éventail de paradigmes peut être utilisé pour l'étudier. Des expériences impliquant la présentation de mots parlés, des acronymes, des images intégrées à la fin des phrases, de la musique, des mots liés au contexte ou à l'orientation actuelle  et des vidéos d'événements réels, ont tous été utilisés pour étudier la N400, pour n'en citer que quelques-uns.

## Sensibilité fonctionnelle
Des recherches approfondies ont été menées pour mieux comprendre quels types de manipulations expérimentales affectent et n'affectent pas la N400. Les conclusions générales sont discutées ci-dessous.

### Facteurs affectant l'amplitude du N400
La fréquence d'utilisation d'un mot est connue pour affecter l'amplitude de la N400. Tout le reste étant constant, les mots très fréquents génèrent des N400 réduites par rapport aux mots peu fréquents. Comme mentionné précédemment, l'amplitude N400 est également réduite par la répétition, de sorte que la deuxième présentation d'un mot présente une réponse plus positive lorsqu'elle est répétée dans le contexte. Ces résultats suggèrent que lorsqu'un mot est très fréquent ou récemment apparu dans son contexte, il facilite le traitement sémantique censé être indexé par la N400, réduisant son amplitude.
L'amplitude N400 est également sensible à la taille du voisinage orthographique d'un mot, ou au nombre d'autres mots qui en diffèrent d'une seule lettre (par exemple : boot et boat ). Les mots avec de beaucoup de voisins (qui ont de nombreux autres éléments physiquement similaires) suscitent des amplitudes N400 plus grandes que les mots avec de peu de voisins. Cette découverte est également vraie pour les pseudo-mots ou les chaînes de lettres prononçables qui ne sont pas de vrais mots (par exemple : flom), qui ne sont pas eux-mêmes significatifs mais ressemblent à des mots. Cela a été considéré comme une preuve que la N400 reflète une activation générale dans le réseau de compréhension, de sorte qu'un élément qui ressemble à de nombreux mots (qu'il soit lui-même un mot ou non) active partiellement les représentations de mots d'apparence similaire, produisant une N400 plus négative.
Le N400 est sensible à l'amorçage : autrement dit, son amplitude est réduite lorsqu'un mot cible est précédé d'un mot qui lui est sémantiquement, morphologiquement ou orthographiquement apparenté.
Dans un contexte de phrase, un déterminant important de l'amplitude N400 suscitée par un mot est sa probabilité de cloze. La probabilité de cloze est définie comme la probabilité que le mot cible complète ce cadre de phrase particulier. Kutas et Hillyard (1984) ont découvert que l'amplitude N400 d'un mot a une relation linéaire presque inverse avec sa probabilité de cloze. C'est-à-dire qu'à mesure qu'un mot devient moins attendu dans son contexte, son amplitude N400 est augmentée par rapport aux mots plus attendus. Les mots qui sont incongrus avec un contexte (et ont donc une probabilité de cloze de 0) suscitent également de grandes amplitudes N400 (bien que l'amplitude du N400 pour les mots incongrus soit également modulée par la probabilité de cloze du mot congruent qui aurait été attendu dans sa place  De même, l'amplitude N400 suscitée par les mots de classe ouverte (c'est-à-dire les noms, les verbes, les adjectifs et les adverbes) est réduite pour les mots apparaissant plus tard dans une phrase par rapport aux mots précédents. Pris ensemble, ces résultats suggèrent que lorsque le contexte antérieur crée un sens, il facilite le traitement des mots à venir qui correspondent à ce contexte, réduisant l'amplitude N400 qu'ils suscitent.

### Facteurs qui n'affectent pas l'amplitude N400
Alors que la N400 est plus grand pour les éléments inattendus à la fin d'une phrase, son amplitude n'est généralement pas affectée par la négation qui rend le dernier mot faux et donc anormal. Par exemple, dans la phrase A sparrow is a building, la réponse N400 à building est plus négative que la réponse N400 à bird dans la phrase A sparrow is a bird . Dans ce cas, building a une probabilité de cloze plus faible, et il est donc moins attendu que bird . Cependant, si la négation est ajoutée aux deux phrases sous la forme du mot non (c'est-à-dire Un moineau n'est pas un bâtiment et Un moineau n'est pas un oiseau), l'amplitude N400 lié à bâtiment sera encore plus négative que celle pour l'oiseau. Cela suggère que la N400 réagit à la relation entre les mots dans leur contexte, mais n'est pas nécessairement sensible à la valeur de vérité de la phrase. Des recherches plus récentes, cependant, ont démontré que la N400 peut parfois être modulée par des quantificateurs ou des adjectifs qui servent à des fins de négation, ou par une négation sous licence pragmatique.
De plus, les violations grammaticales ne suscitent pas de réponse N400 importante. Au contraire, ces types de violations montrent une grande positivité d'environ 500 à 1000 ms après le début du stimulus, connu sous le nom de P600.

### Facteurs affectant la latence du N400
Une caractéristique frappante du N400 est l'invariance générale de sa latence maximale. Bien que de nombreuses manipulations expérimentales différentes affectent l'amplitude de la N400, peu de facteurs (le vieillissement et les états pathologiques et la maîtrise du langage étant de rares exemples) modifient le temps nécessaire à la composante N400 pour atteindre une amplitude maximale.

## Sources
Bien que la localisation des générateurs neuronaux d'un signal ERP soit difficile en raison de la propagation du courant de la source aux capteurs, plusieurs techniques peuvent être utilisées pour fournir des preuves convergentes sur les sources neuronales possibles. En utilisant des méthodes telles que des enregistrements directement à la surface du cerveau ou à partir d'électrodes implantées dans le cerveau, des preuves de patients atteints de lésions cérébrales et des enregistrements magnétoencéphalographiques (MEG) (qui mesurent l'activité magnétique au niveau du cuir chevelu associée au signal électrique mesuré par les ERP), le lobe temporal gauche a été mis en évidence comme une source importante pour la N400, avec des contributions supplémentaires du lobe temporal droit. Plus généralement, cependant, l'activité dans un vaste réseau de zones cérébrales est déclenchée dans la fenêtre temporelle de la N400, suggérant une source neuronale hautement distribuée.

## Théories
Il y a encore beaucoup de débats sur le type exact de processus neuronal et de compréhension que la N400 indexe. Certains chercheurs pensent que les processus sous-jacents reflétés dans la N400 se produisent après la reconnaissance d'un stimulus. Par exemple, Brown et Hagoort (1993) pensent que la N400 se produit tardivement dans le flux de traitement et reflète l'intégration de la signification d'un mot dans le contexte précédent (voir Kutas & Federmeier, 2011, pour une discussion). Cependant, ce récit n'a pas expliqué pourquoi des éléments qui eux-mêmes n'ont aucune signification (par exemple des pseudo -mots sans associations définies) suscitent également la N400. D'autres chercheurs pensent que la N400 se produit beaucoup plus tôt, avant que les mots ne soient reconnus, et représente une analyse orthographique ou phonologique.
Des comptes rendus plus récents postulent que la N400 représente une gamme plus large de processus indexant l'accès à la mémoire sémantique. Selon ce récit, il représente la liaison des informations obtenues à partir de l'entrée du stimulus avec des représentations de la mémoire à court et à long terme (telles que le contexte récent et l'accès à la signification d'un mot dans la mémoire à long terme) qui travaillent ensemble pour créer un sens à partir de l'information. disponibles dans le contexte actuel (Federmeier & Laszlo, 2009 ; voir Kutas & Federmeier, 2011  ).
Un autre compte est que la N400 reflète une erreur de prédiction ou une surprise. La surprise basée sur les mots était un puissant prédicteur de l'amplitude N400 dans un corpus ERP. De plus, les modèles connexionnistes utilisent l'erreur de prédiction pour l'apprentissage et l'adaptation linguistique, et ces modèles peuvent expliquer plusieurs résultats N400/P600 en termes de propagation de l'erreur de prédiction pour l'apprentissage.
Il se peut également que la N400 reflète une combinaison de ces facteurs ou d'autres. Nieuland et al. (2019) soutiennent que la N400 est en fait composé de deux sous-composants, la prévisibilité affectant la première partie du N400 (200-500 ms après le début du stimulus) et la plausibilité l'affectant plus tard (350-650 ms après le début du stimulus). Cela suggère que la N400 reflète à la fois l'accès à la mémoire sémantique (qui est sensible à la prédiction) et l'intégration sémantique (sensible à la plausibilité).
Au fur et à mesure que la recherche dans le domaine de l'électrophysiologie continue de progresser, ces théories seront probablement affinées pour inclure un compte rendu complet de ce que représente la N400.